# مدیریت نیروی کار پروژه
مدیریت نیروی کار پروژه (انگلیسی: Project workforce management) در مدیریت پروژه روشی است برای ترکیب مختصات تمام عناصر لجستیکی یک پروژه به وسیله یک نرم‌افزار کاربردی.